# أوستن رودس
أوستن رودس (بالإنجليزية: Austin Rhodes)‏‏ (25 فبراير 1937 - 12 فبراير 2019 في مرزيسايد) لاعب دوري الرغبي من المملكة المتحدة.